# Quarto Inferiore

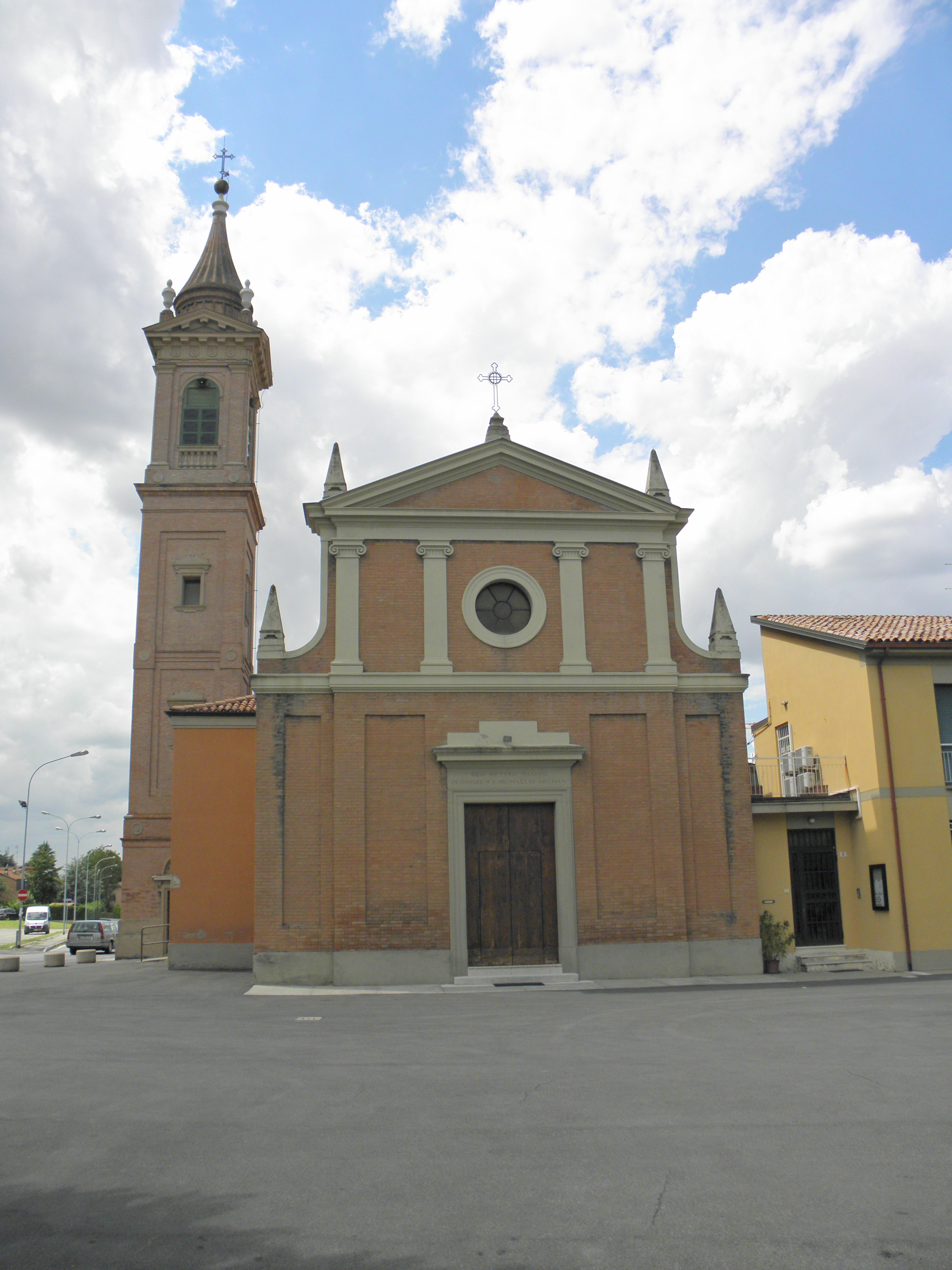
La chiesa parrocchiale di San Michele Arcangelo, nella frazione di Quarto Inferiore.

Quarto Inferiore (Quèrt ed Såtta, in dialetto bolognese), conosciuto anche solo come Quarto (Quèrt), è una frazione italiana appartenente al comune di Granarolo dell'Emilia nella Provincia di Bologna nella regione Emilia-Romagna.
La frazione sorge nella Pianura Padana a circa 35 metri sul livello del mare e dista 3,82 chilometri da Granarolo dell'Emilia. Quarto è inoltre la frazione più popolata del comune, dopo il capoluogo, con quasi 2 000 abitanti. L'aggettivo "inferiore" è in relazione con Quarto Superiore, frazione vicina appartenente al comune di Bologna, ma molto più piccola e meno importante.
Per quanto riguarda le attività economiche e produttive, Quarto è rinomata nell'artigianato soprattutto per la lavorazione del ferro battuto.